# A Collection of Great Dance Songs
A Collection of Great Dance Songs è una compilation del gruppo musicale britannico Pink Floyd pubblicata nel 1981 dalla Harvest/EMI in Europa e poi in Giappone e dalla Columbia/Sony nel resto del mondo.
Il titolo si riferisce ironicamente al successo riscontrato dal brano Another Brick in the Wall come pezzo ballabile.

## Accoglienza
L'album fu certificato con un disco d'oro nel 1982 e poi di platino nel 1989.

## Brani
Alcune delle tracce sono differenti dalla versione originale: Shine On You Crazy Diamond e Another Brick in the Wall sono remixate mentre Money fu registrata nuovamente in quanto la Capitol Records non concesse i diritti di usarla negli USA alla Columbia Records; la traccia fu registrata interamente da David Gilmour che suonò tutti gli strumenti e poi sovraincise tutte le parti vocali, alla chitarra, al basso, alle tastiere e alla batteria, mentre l'assolo di sassofono è di Dick Parry.

## Copertina
La copertina fu realizzata dalla Hipgnosis e raffigura due ballerini ancorati a terra da una serie di cavi. La foto è stata scattata nel villaggio di Dungeness, nella contea di Kent, in Inghilterra.

## Tracce
1. One of These Days – 5:49 (Gilmour, Waters, Wright, Mason) – da Meddle
2. Money – 6:45 (Waters) – nuova versione registrata nel 1981
3. Sheep – 10:21 (Waters) – da Animals
4. Shine On You Crazy Diamond – 10:40 (Gilmour, Waters, Wright) – da Wish You Were Here, mix alternativo
5. Wish You Were Here – 5:26 (Waters, Gilmour) – da Wish You Were Here
6. Another Brick in the Wall – 3:54 (Waters) – da The Wall, mix alternativo

## Formazione
Gruppo
- David Gilmour - chitarra elettrica, chitarra acustica, voce; tutti gli strumenti (tranne il sassofono) in Money
- Roger Waters - basso elettrico, voce; chitarra ritmica in Sheep
- Richard Wright - organo Hammond e Farfisa, pianoforte, mellotron, sintetizzatore VCS3 e Prophet V, ARP Strings, voce
- Nick Mason - batteria, percussioni; voce in One of These Days

Altri musicisti
- Dick Parry - sassofono in Money